# نجد السلف (العدين)

تعديل مصدري - تعديل

نجد السلف محلة تابعة لقرية الغربي، التابعة لعزلة بلاد المليكي بمديرية العدين إحدى مديريات محافظة إب في الجمهورية اليمنية.، بلغ تعداد سكانها 262 حسب تعداد اليمن لعام 2004.